# Рудбарян, Хассан
Хассан Рудбарян (перс. حسن رودباریان‎; 6 июля 1978, Казвин, Иран) — иранский футболист, выступавший на позиции вратаря за национальную сборную Ирана и целый ряд клубов.

## Клубная карьера
Во взрослом футболе дебютировал в 1999 году выступлениями за команду «ПАС Тегеран», в которой провёл восемь сезонов.
С 2007 по 2013 год играл в составе команд «Персеполис», «Пайкан», «Трактор Сази», «Рах Ахан» и «Дамаш Гилани».
Завершил профессиональную игровую карьеру в клубе «Мес», за команду которого выступал на протяжении сезона 2013/14 годов.

## Карьера в сборной
В 2006 году дебютировал в официальных матчах в составе национальной сборной Ирана. В течение карьеры в национальной команде, которая длилась всего 2 года, провёл в форме главной команды страны 17 матчей.
В составе сборной был участником кубка Азии по футболу 2004 года в Китае, на котором команда завоевала бронзовые награды, чемпионата мира 2006 года в Германии, а также кубка Азии по футболу 2007 года в четырёх странах сразу, однако на поле выходил лишь на последнем турнире, где был основным вратарём, дойдя с командой до четвертьфинала. Также в статусе основного голкипера выиграл Чемпионат Федерации футбола Западной Азии в 2007 году.

## Достижения
ПАС Тегеран
- Чемпион Иранской Про-лиги (2): 2003/04, 2007/08

«Мес»
- Обладатель Кубка Хазфи: 2013/14